# Karzcino (przystanek kolejowy)
Karzcino – nieistniejący przystanek kolejowy w Karzcinie, w województwie pomorskim, w Polsce.